# Tôn giáo Maya
Tôn giáo Maya ở Tây Honduras, Guatemala, Belize, và Mexico (Chiapas và Yucatan) là một biến thể của tôn giáo đông nam Trung Mỹ. Như là trường hợp với nhiều tôn giáo khác đương đại Trung Mỹ, này là kết quả của nhiều thế kỷ của sự cộng sinh với đạo Công giáo La Mã. Khi các tiền thân của nó trước Tây Ban Nha được đưa vào đây, tuy nhiên, tôn giáo Maya truyền thống đã tồn tại hơn hai thiên niên kỷ như một hiện tượng thể nhận ra khác biệt. Trước sự ra đời của Kitô giáo, này đã được lan truyền trên nhiều vương quốc bản xứ, tất cả đều có truyền thống riêng của địa phương. Ngày nay, cùng tồn tại và tương tác với dung hợp pan-Maya, các tái phát minh của truyền thống của Phong trào Maya, và Kitô giáo trong các giáo phái khác nhau của nó.